# Sura van Dordrecht
Sura van Dordrecht (ong. 1270 – Dordrecht, 1320) is een heilige in de Rooms-Katholieke Kerk. Zij zou de Grote of Onze-Lieve-Vrouwekerk van Dordrecht hebben gesticht.

## Legende
Sura liet de kerk bouwen door drie arbeiders te huren. Ze bezat echter maar drie gouden munten, maar elke dag, als ze de arbeiders weer betaalde, had ze drie nieuwe munten in haar geldbuideltje! De drie arbeiders vermoedden rijkdom en vermoordden haar met een vildersmes; maar ze bleek, behalve de drie muntjes, niet meer bezit te hebben. De drie werden voor de rechter geleid en ze werden ter dood veroordeeld. Maar Sura stond op uit de dood, verscheen bij de rechter en vroeg hem de levens van de arbeiders te sparen. Ze leidde de drie naar Rome, waar ze op de biecht gingen. Hierna verleende de paus de (onafgebouwde) kerk van Dordrecht het recht om aflaten te verkopen. Op de plaats van de moord zou volgens de legende een bron met geneeskrachtig water zijn ontstaan, waar koortslijders van dronken en genazen.
Op het kerkhof, ten noordoosten van het Mariakoor, is er tot de zeventiende eeuw inderdaad een bron geweest, de Suraput, waaruit volgens schriftelijke getuigenissen geneeskrachtig water stroomde. Dit trok veel pelgrims, en met het geld dat men verzamelde werd de kerk afgebouwd.
Sura wordt voorgesteld als een jonge vrouw. Vaak heeft ze haar haar los. Ze heeft een mes en een martelaarspalm in haar handen. Soms is er duidelijk een snee in haar nek te zien.

## Verering en vernoeming
- Sura's feestdag is 10 februari;
- In de binnenstad van Dordrecht is een Sint Suraplein vernoemd;
- de cantorij van de Grote Kerk draagt de naam Sura Cantat;[1]
- in 1992 is er in een nis van de Grote Kerk door Herman A. van Duinen een muurschildering aangebracht, waarop haar legende staat afgebeeld;